# لورينا مكينيت
لورينا إيزابيل إيرين مكينيت، (من مواليد 17 فبراير 1957) هي مؤلفة كندية وعازفة قيثارة وأكورديون وعازفة بيانو تكتب وتسجيل وتؤدي موسيقى عالمية بمواضيع سلتيك وشرق أوسطية. تشتهر مكينيت بغناء السوبرانو الدرامي الواضح.  لقد باعت أكثر من 14 مليون سجل في جميع أنحاء العالم.

## الحياة والمسيرة المهنية

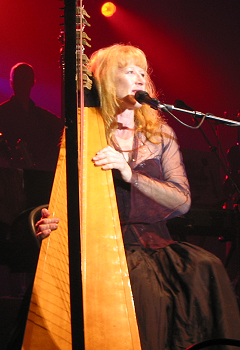
لورينا مكينيت تؤدي في مهرجان في لوريان، بريتاني في أغسطس 2008.

وُلدت مكينيت في موردن، مانيتوبا، من أصل إيرلندي واسكتلندي لأبوين هما جاك (توفي عام 1992) وإيرين ماكينيت (1931-2011). في موردن، طورت حبها للموسيقى، متأثرة جزئيًا بالتقاليد الموسيقية لمجتمع مينونايت المحلي.
التحقت ماكينيت بجامعة مانيتوبا في وينيبيغ لتصبح طبيبة بيطرية. خلال فترة وجودها في وينيبيغ، اكتشفت الموسيقى الشعبية، بما في ذلك زملائها الكنديين نيل يونغ وجوني ميتشل وجوردون لايتفوت. في هذا الوقت، طورت أيضًا اهتمامًا بالموسيقى السلتية وزارت أيرلندا لتسمعها بنفسها.  طورت شغفها بموسيقى سلتيك تعلمت العزف على القيثارة السلتية وبدأت في العمل في أماكن مختلفة، بما في ذلك سوق سانت لورانس في تورنتو من أجل كسب المال لتسجيل ألبومها الأول. في عام 1981، انتقلت إلى ستراتفورد، أونتاريو للانضمام إلى شركة التمثيل في مهرجان ستراتفورد، ولا تزال تقيم هناك. 